# Premi e riconoscimenti di Al Pacino

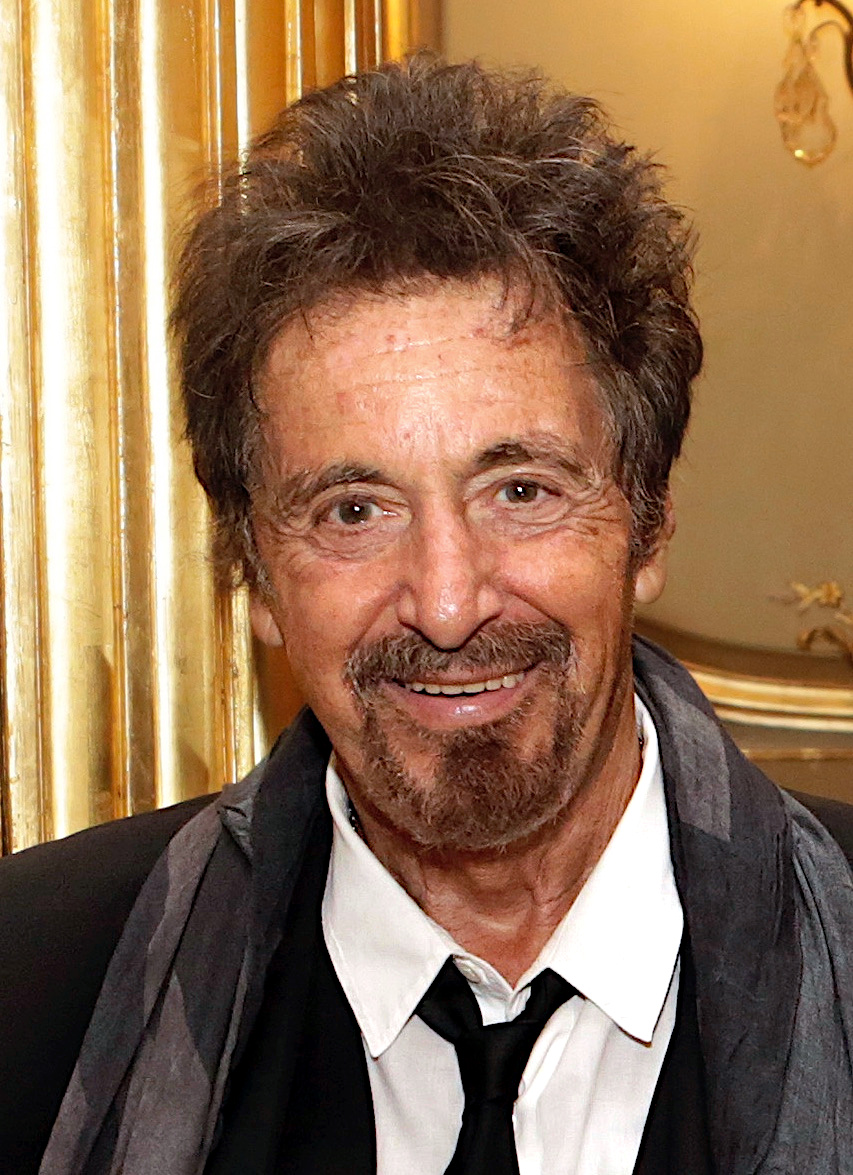
Al Pacino nel 2016

Questa è la lista dei principali premi e riconoscimenti dell'attore Al Pacino.

## Premi cinematografici e televisivi

### Principali
- Premio Oscar
  - 1973 – Candidatura al miglior attore non protagonista per Il padrino
  - 1974 – Candidatura al miglior attore per Serpico
  - 1975 – Candidatura al miglior attore per Il padrino - Parte II
  - 1976 – Candidatura al miglior attore per Quel pomeriggio di un giorno da cani
  - 1980 – Candidatura al miglior attore per ...e giustizia per tutti
  - 1991 – Candidatura al miglior attore non protagonista per Dick Tracy
  - 1993 – Miglior attore per Scent of a Woman - Profumo di donna[1]
  - 1993 – Candidatura al miglior attore non protagonista per Americani
  - 2020 – Candidatura al miglior attore non protagonista per The Irishman[2]
- Golden Globe[3]
  - 1973 – Candidatura al miglior attore in un film drammatico per Il padrino
  - 1974 – Miglior attore in un film drammatico per Serpico
  - 1975 – Candidatura al miglior attore in un film drammatico per Il padrino - Parte II
  - 1976 – Candidatura al miglior attore in un film drammatico per Quel pomeriggio di un giorno da cani
  - 1978 – Candidatura al miglior attore in un film drammatico per Un attimo, una vita
  - 1980 – Candidatura al miglior attore in un film drammatico per ...e giustizia per tutti
  - 1983 – Candidatura al miglior attore in un film commedia o musicale per Papà, sei una frana
  - 1984 – Candidatura al miglior attore in un film drammatico per Scarface
  - 1990 – Candidatura al miglior attore in un film drammatico per Seduzione pericolosa
  - 1991 – Candidatura al miglior attore in un film drammatico per Il padrino - Parte III
  - 1991 – Candidatura al miglior attore non protagonista per Dick Tracy
  - 1993 – Candidatura al miglior attore non protagonista per Americani
  - 1993 – Miglior attore in un film drammatico per Scent of a Woman - Profumo di donna
  - 2001 – Golden Globe alla carriera
  - 2004 – Miglior attore in una mini-serie o film per la televisione per Angels in America
  - 2011 – Miglior attore in una mini-serie o film per la televisione per You Don't Know Jack - Il dottor morte[4]
  - 2014 – Candidatura al miglior attore in una mini-serie o film per la televisione per Phil Spector[5]
  - 2016 – Candidatura al miglior attore in un film commedia o musicale per Danny Collins - La canzone della vita[6]
  - 2020 – Candidatura al miglior attore non protagonista per The Irishman[7]
  - 2021 – Candidatura al miglior attore in una serie drammatica per Hunters[8]
- Premio Emmy[9]
  - 2004 – Migliore attore in una miniserie o film per la televisione per Angels in America
  - 2010 – Migliore attore in una miniserie o film per la televisione per You Don't Know Jack - Il dottor morte
  - 2013 – Candidatura al migliore attore in una miniserie o film per la televisione per Phil Spector
- BAFTA
  - 1973 – Candidatura al miglior attore debuttante per Il padrino
  - 1975 – Candidatura al miglior attore protagonista per Serpico
  - 1976 – Miglior attore protagonista per Quel pomeriggio di un giorno da cani e Il padrino - Parte II
  - 1991 – Candidatura al miglior attore non protagonista per Dick Tracy
  - 2020 – Candidatura al miglior attore non protagonista per The Irishman
- Screen Actors Guild Award
  - 2004 – Miglior attore in una mini-serie o film per la tv per Angels in America[10]
  - 2011 – Miglior attore in una mini-serie o film per la tv per You Don't Know Jack - Il dottor morte[11]
  - 2014 – Candidatura al miglior attore in una mini-serie o film per la tv per Phil Spector[12]
  - 2020 – Candidatura al miglior cast per C'era una volta a... Hollywood[13]
  - 2020 – Candidatura al miglior cast per The Irishman[13]
  - 2020 – Candidatura al miglior attore non protagonista per The Irishman[13]
  - 2022 – Candidatura al miglior cast per House of Gucci[14]

### Altri
- American Comedy Awards
  - 1991 – Miglior attore non protagonista per Dick Tracy
- American Film Institute
  - 2007 - Life Achievement Award
- Boston Film Festival
  - 1992 - Film Excellence Award
- Boston Society of Film Critics
  - 1997 - Miglior attore per Donnie Brasco
- Chicago Film Critics Association Awards
  - 1990 - Candidato per il miglior attore per Dick Tracy
  - 1992 - Candidato per il miglior attore non protagonista per Glengarry Glen Ross
  - 1992 - Candidato per il miglior attore per Scent of a Woman
  - 1997 - Candidato per il miglior attore per Donnie Brasco
  - 2019 - Candidato per il miglior attore non protagonista per The Irishman
- David di Donatello
  - 1973 – David Speciale per il suo ruolo ne Il padrino
  - 1974 – David di Donatello per il miglior attore straniero per il film Serpico
  - 1994 – Candidato per il miglior attore straniero per il film Carlito's Way
- Directors Guild of America Award
  - 1997 – Miglior regia di un documentario per Riccardo III - Un uomo, un re
- Festival internazionale del film di Roma
  - 2008 - Marco Aurelio alla carriera
- Gotham Independent Film Award
  - 1996 - Premio alla carriera
- Kansas City Film Critics Circle 
  - 1976 - Miglior attore per Quel pomeriggio di un giorno da cani
- Los Angeles Film Critics Association
  - 1975 – Miglior attore protagonista per Quel pomeriggio di un giorno da cani
- Mostra internazionale d'arte cinematografica
  - 1994 – Leone d'Oro alla Carriera
  - 2011 – Queer Lion per Wilde Salomé
- National Board of Review
  - 1972 – Miglior attore non protagonista per Il padrino
  - 1973 – Miglior attore per Serpico
- National Society of Film Critics
  - 1973 – Miglior attore per Il padrino
- San Diego Film Critics Society Awards
  - 2019 – Candidatura al miglior attore non protagonista per The Irishman
- Prize San Sebastian 
  - 1975 – Miglior attore protagonista per Quel pomeriggio di un giorno da cani
- Vallaloid International Film Festival 
  - 1992 - Miglior Attore per Americani

## Premi teatrali
- Tony Award[15]
  - 1969 – Miglior attore non protagonista in uno spettacolo per Does a Tiger Wear a Necktie?
  - 1977 – Miglior attore protagonista in uno spettacolo per The Basic Training of Pavlo Hummel
  - 2011 – Candidatura al miglior attore protagonista in uno spettacolo per Il mercante di Venezia

## Premi musicali
- Grammy Award
  - 2001 – Candidatura al miglior album parlato per The Complete Shakespeare Sonnets